# Plaza de Zocodover
La Plaza de Zocodover è una piazza di Toledo e, per gran parte della sua storia, è stata il centro nevralgico della città, fungendo da piazza principale.

## Storia
L'origine del nome Zocodover deriva dalla lingua araba sūq ad-dawābb e significa "mercato delle bestie da soma" perché, sotto la dominazione musulmana, qui si svolgeva il mercato più importante della città e si vendevano cavalli, asini ed altri animali.
In questo luogo si organizzavano anche le corride ed era anche il luogo in cui si svolgevano gli autodafé dell'Inquisizione spagnola e le esecuzioni dei prigionieri.
Il 29 ottobre 1589 la piazza venne distrutta da un incendio e nel 1854 venne successivamente ricostruita come una piazza porticata rettangolare.